# 리보스 5-인산
리보스 5-인산(영어: ribose 5-phosphate, R5P)은 오탄당 인산 경로의 생성물 및 대사 중간생성물이다. 오탄당 인산 경로에서 산화 반응의 마지막 단계는 리불로스 5-인산의 생성 반응이다. 신체 상태에 따라 리불로스 5-인산은 가역적으로 이성질화되어 리보스 5-인산으로 전환될 수 있다. 리불로스 5-인산은 다른 오탄당 인산들 뿐만 아니라 과당 6-인산 및 글리세르알데하이드 3-인산(둘 다 해당과정의 대사 중간생성물임)을 초래하는 일련의 이성질화 뿐만 아니라 트랜스알돌화 및 트랜스케톨화를 겪을 수 있다.
리보스-인산 다이포스포키네이스는 리보스 5-인산을 포스포리보실 피로인산으로 전환시킨다.

## 구조
리보스 5-인산은 5탄당인 리보스의 5번 탄소에 인산기가 결합되어 있다. 리보스 5-인산은 선형 또는 푸라노스 고리 형태로 존재할 수 있다. 리보스 5-인산은 주로 푸라노스 형태로 존재한다.
|  |

## 생합성
리보스 5-인산의 합성은 세포 생장 및 니코틴아마이드 아데닌 다이뉴클레오타이드 인산(NADPH), 리보스 5-인산 및 아데노신 삼인산(ATP)의 필요에 크게 의존한다. 각 분자의 생성은 2가지 다른 대사 경로, 즉 오탄당 인산 경로 및 해당과정에서 포도당 6-인산(G6P)의 흐름에 의해 조절된다. 두 경로 사이의 관계는 다른 대사 상황을 통해서 조사할 수 있다.

### 오탄당 인산 경로
|  |

리보스 5-인산은 모든 생물에서 오탄당 인산 경로에서 생성된다. 오탄당 인산 경로는 해당과정과 병행해서 진행되는 대사 경로이다. 오탄당 인산 경로는 환원성 생합성(예: 지방산 합성)에 대한 NADPH 및 오탄당의 중요한 공급처이다. 오탄당 인산 경로는 NADPH를 생성하는 산화적 단계와 당의 상호전환을 포함하는 비산화적 단계의 두 가지 단계로 구성된다. 오탄당 인산 경로의 산화적 단계에서 포도당 6-인산(G6P)을 리불로스 5-인산(RuBP)으로 전환시키는 과정을 통해 2분자의 NADP+를 2분자의 NADPH로 환원시킨다. 오탄당 인산 경로의 비산화적 단계에서, 리불로스 5-인산은 리보스 5-인산 이성질화효소의 촉매 작용을 통해 리보스 5-인산으로 전환될 수 있다.
|  |

NADPH 및 리보스 5-인산에 대한 수요가 균형을 이루면 포도당 6-인산은 오탄당 인산 경로를 통해 한 분자의 리불로스 5-인산을 형성하여 두 분자의 NADPH와 한 분자의 리보스 5-인산을 생성한다.

### 해당과정
NADPH보다 더 많은 리보스 5-인산이 필요할 때, 리보스 5-인산은 해당과정의 대사 중간생성물을 통해 생성될 수 있다. 포도당 6-인산은 해당과정동안 과당 6-인산 및 글리세르알데하이드 3-인산으로 전환될 수 있다. 트랜스케톨레이스 및 트랜스알돌레이스는 2분자의 과당 6-인산과 1분자의 글리세르알데하이드 3-인산을 3분자의 리보스 5-인산으로 전환시킨다. 빠른 세포 생장 동안 뉴클레오타이드 및 지방산 합성을 위해 더 많은 양의 리보스 5-인산 및 NADPH가 필요하다. 해당과정의 대사 중간생성물은 피루브산 키네이스 동질효소에 대한 유전자 발현에 의해 오탄당 인산 경로의 비산화적 단계로 유입될 수 있다. 피루브산 키네이스 동질효소는 해당과정에서 병목 현상을 일으켜 오탄당 인산 경로가 해당과정의 대사 중간생성물들을 사용하여 NADPH와 리보스 5-인산을 합성할 수 있도록 한다. 이러한 과정은 피루브산 키네이스 동질효소의 기질인 포스포엔올피루브산에 의한 삼탄당 인산 이성질화효소의 저해에 의해 더욱 활성화된다.

## 기능
리보스 5-인산 및 리보스 5-인산의 유도체들은 DNA, RNA, ATP, 조효소 A, FAD 및 히스티딘을 비롯한 많은 생체분자들의 전구체로 역할을 한다.

### 뉴클레오타이드 생합성
뉴클레오타이드는 핵산인 DNA와 RNA의 단위체로 역할을 한다. 뉴클레오타이드는 핵염기, 5탄당, 적어도 하나 이상의 인산기로 구성된다. 뉴클레오타이드는 퓨린 계열의 염기 또는 피리미딘 계열의 염기를 가지고 있다. 퓨린 뉴클레오타이드 합성에서 모든 대사 중간생성물들은 리보스 5-인산을 포함하고 있다. 리보스 5-인산은 또한 피리미딘 뉴클레오타이드 합성에서 중요한 전구체로 역할을 한다.
뉴클레오타이드 생합성 과정 동안, 리보스 5-인산(R5P)은 리보스-인산 다이포스포키네이스(PRPS1)에 의해 포스포리보실 피로인산(PRPP)으로 전환된다. 포스포리보실 피로인산의 생성은 퓨린의 신생합성 경로 및 퓨린의 회수 경로에 필수적이다. 신생합성 경로는 포스포리보실 피로인산의 리보스 5-인산 부분의 활성화로부터 시작되며, 이어서 뉴클레오타이드의 전구체인 포스포리보실아민으로 전환된다. 퓨린의 회수 경로에서 포스포리보실트랜스퍼레이스는 포스포리보실 피로인산을 염기에 첨가한다.
|  |

포스포리보실 피로인산은 또한 피리미딘 뉴클레오타이드 합성에서 중요한 역할을 한다. 피리미딘 뉴클레오타이드 합성의 5번째 단계에서 포스포리보실 피로인산(PRPP)의 리보스 부분의 1번 탄소는 오로트산과 공유 결합으로 연결된다. 이 반응은 오로트산 포스포리보실트랜스퍼레이스(PRPP 트랜스퍼레이스)에 의해 촉매되어, 오로티딘 일인산(OMP)을 생성한다.

### 히스티딘 생합성
히스티딘은 사람에서 신생합성되지 않는 필수 아미노산이다. 뉴클레오타이드와 마찬가지로, 히스티딘의 생합성은 리보스 5-인산의 포스포리보실 피로인산(PRPP)으로의 전환에 의해 개시된다. 히스티딘 생합성의 속도 결정 단계는 ATP 포스포리보실트랜스퍼레이스에 의한 포스포리보실 피로인산과 ATP의 축합 반응이다. 히스티딘 생합성은 피드백 억제에 의해 조절된다.

### 다른 기능들
리보스 5-인산은 리보스 5-인산 아데닐릴트랜스퍼레이스에 의해 아데노신 이인산 리보스로 전환될 수 있으며, 아데노신 이인산 리보스는 TRPM2 이온 통로에 결합하여 이를 활성화시킨다.

## 질병 관련성
질병은 세포의 리보스 5-인산의 불균형과 관련이 있다. 암과 종양은 DNA와 RNA의 합성 증가와 관련된 리보스 5-인산의 조절된 생성을 보여준다. 세계에서 가장 드문 질환인 리보스 5-인산 이성질화효소 결핍증은 리보스 5-인산의 불균형과 관련이 있다. 리보스 5-인산 이성질화효소 결핍증의 분자병리학은 아직 이해되지 않고 있지만, 가설에 RNA 합성 감소가 포함되었다. 리보스 5-인산과 관련된 또 다른 질병은 통풍이다. 포도당 6-인산의 양이 증가하면 해당과정의 대사 중간생성물들이 축적되어 리보스 5-인산의 생성으로 전환된다. 리보스 5-인산은 포스포리보실 피로인산(PRPP)으로 전환되어 퓨린의 과잉 생산을 야기하고 이로 인해 요산이 축적된다.
포스포리보실 피로인산의 축적은 레쉬-니한 증후군에서 발견된다. 포스포리보실 피로인산의 축적은 하이포잔틴-구아닌 포스포리보실트랜스퍼레이스(HGPRT)에 의해 야기되며, 이는 뉴클레오타이드 합성을 감소시키고, 요산의 생성을 증가시킨다.
리보스 5-인산(R5P)을 포스포리보실 피로인산(PRPP)으로 전환시키는 반응을 촉매하는 효소인 리보스-인산 다이포스포키네이스(PRPS1)의 과다활성은 신경발달 장애 및 감각신경성 난청 뿐만 아니라 통풍과 관련이 있다.

## 같이 보기
- 리보스
- 리불로스 5-인산